# Бенитес, Педро
Педро Хуан Бенитес Домингес (исп. Pedro Juan Benítez Domínguez; 23 марта 1981, Сан-Лоренсо) — парагвайский футболист, защитник. Выступал за национальную сборную Парагвая.

## Биография

### Клубная карьера
Начал выступления в клубе «Сан-Лоренсо де Альмагро», позже играл за «Спортиво Лукеньо», «Олимпия» (Асунсьон), «Серро Портеньо».
В конце декабря 2004 года подписал 5-летний договор с донецким «Шахтёром». Хотя мог перейти в римский «Лацио», римляне были готовы заплатить за парагвайского защитника 1 100 000 евро, но стороны не смогли достичь обоюдного соглашения. В «Шахтёре» он закрепиться не смог, он также не был включён в заявку команды на Кубок УЕФА и на чемпионат Украины. Также появилась информация что Педро отправится в аренду в самарские «Крылья Советов». В итоге он перешёл в свой предыдущий клуб «Серро Портеньо».
С 2006 года по 2008 год выступал за клуб «Либертад». В 2008 году перешёл в мексиканский клуб «УАНЛ Тигрес». В 2009 году перешёл в бразильский клуб «Атлетико Минейро».

### Карьера в сборной
Выступал за молодёжную сборную Парагвая до 21 года. Педро Бенитес был включён в заявку сборной Парагвая на Олимпийские игры в Афинах, тогда Парагваю удалось выиграть серебряные медали. За весь турнир Бенитес сыграл всего 15 минут в полуфинальном матче с Ираком (3:1). Однако месяцем ранее он принял участие во всех поединках парагвайской сборной на Кубке Америки, включая и сенсационный матч, в котором была переиграна сборная Бразилии (2:1).

## Достижения
- Чемпион Парагвая (4): 2004, 2005, 2007, 2008
- Обладатель Кубка Либертадорес (1): 2002
- Обладатель Кубка Южной Америки (1): 2003
- Серебряный призёр летних Олимпийских игр (1): 2004